# Ecce homo (llibre)
Ecce homo: com s'arriba a ser el que s'és (en alemany: Ecce homo. Wie man wird, was man ist) és una de les obres més controvertides de Nietzsche; fou publicada durant l'agreujament de la seua malaltia. Fou la darrera obra original escrita pel filòsof abans de la seua mort, el 1900; escrita el 1888, no va ser publicada fins al 1908.
Ecce Homo revela la profunda preocupació de Nietzsche per ser comprés correctament: evita equívocs i distorsions de la seua filosofia. Hi expressa explícitament la necessitat de no ser "santificat" o transformat en objecte d'idolatria, anticipant una interpretació contrària a la seua visió del món. Nietzsche manifestà el temor de ser percebut com un sant: "Jo soc un aprenent del filòsof Dionís, i preferisc ser pres per un sàtir que per un sant."
Aquest recel demostra l'aversió de Nietzsche a la santificació, perquè desitjava ser comprés com algú que celebrava la vitalitat, l'espontaneïtat i la individualitat, en oposició a una figura venerada desproveïda de complexitat humana. El rebuig a la santedat és, així, una afirmació de la seua recerca per l'autenticitat i per l'acceptació plena de les facetes no convencionals de l'existència. A més a més, Nietzsche també destaca, inclòs en La gaia ciència, que no volia ser imitat, però sí ser pres com a model. Aquesta distinció reflecteix el seu anhel de ser comprés en un nivell més profund, no com una figura copiada servilment, sinó com un guia que inspira la recerca de la pròpia singularitat i originalitat. En desencoratjar la imitació cega, Nietzsche convida els lectors a absorbir els seus ideals de manera crítica, adaptant-los a les seues pròpies experiències i perspectives.
En resum, l'enfocament cautelós de Nietzsche en Ecce Homo revela no sols el seu desig de claredat, sinó també la seua resistència a ser transformat en una figura distorsionada per interpretacions simplistes. Ell aspirava a ser comprés com un defensor de la diversitat, de la creativitat i de la singularitat. En Ecce Homo, Nietzsche se submergeix profundament en la seua pròpia trajectòria literària, i ofereix una anàlisi minuciosa del context i del significat de cadascuna de les seues obres. De manera eloqüent, no dubta a citar una gran varietat d'autors, des dels més cèlebres fins als menys coneguts, revelant així la diversitat d'influències que emmotllen la seua perspectiva filosòfica única.
L'autor no es limita a llistar les seues realitzacions, sinó que les contextualitza, situant cada obra en el moment de la seua vida. Aquest abordatge proporciona al lector una comprensió més profunda de les motivacions, reptes i inspiracions que originaren cadascuna de les seues contribucions a la filosofia. En subministrar sinopsis dels seus escrits, Nietzsche ofereix una espècie de "guió interpretatiu", i convida els lectors a explorar no sols les paraules, sinó també els contextos emocionals i intel·lectuals de les seues creacions. La reverència manifestada per Nietzsche, sobretot amb relació a Així parlà Zaratustra, destaca la importància que ell atribuïa a aquesta obra en concret: no sols com una realització personal, sinó com una obra mestra que transcendeix la seua individualitat, i s'eleva a l'estatus de contribució significativa a tota la humanitat. Aquest reconeixement reflecteix no sols l'orgull per la seua pròpia producció, sinó també la convicció que les seues idees tenien implicacions universals i atemporals.
És notable la cura de Nietzsche a assegurar que la seua obra aconseguís un públic més ampli, just després del sorgiment de la seua malaltia. La preocupació en saber que els seus escrits seran publicats i traduïts revela el seu desig de mantenir vives les seues idees, garantint que poguessen ser accessibles a una audiència àmplia. Aquest compromís amb la disseminació de les seues idees testimonia la importància que Nietzsche donava al diàleg filosòfic i a la continuïtat del seu llegat, just davant de reptes personals considerables.

## Interpretació
Ecce Homo és una obra autobiogràfica escrita per Friedrich Nietzsche, en què vol oferir la seua pròpia perspectiva sobre el seu trajecte com a filòsof i individu. Publicada poc abans de la seua deterioració mental, l'assaig reflecteix l'autoexposició radical de Nietzsche, abordant la seua infantesa, els gustos personals i visió de la humanitat. L'autor revisita i presenta ressenyes de les seues principals obres, delinea el seu recorregut intel·lectual, des d'El naixement de la tragèdia fins a El cas Wagner. Aquesta obra assumeix un paper significatiu en la comprensió de la totalitat del pensament de Nietzsche, perquè ofereix una visió interna de l'autor sobre la seua pròpia filosofia. El títol, traduït com Heus ací l'home, destaca l'autenticitat i singularitat de l'individu Nietzsche davant de les convencions socials i filosòfiques. L'oposició de Nietzsche a la religió, palesada en Ecce Homo i al llarg de la seua obra, pot ser atribuïda a la crítica radical que fa a la moralitat cristiana. Nietzsche veia el cristianisme com una font de decadència, limitador de l'expressió genuïna de la naturalesa humana en imposar valors ascètics i valors de negació de la vida. La seua oposició a la religió reflecteix la seua recerca d'una ètica que celebre la vitalitat, l'afirmació de la vida i l'autenticitat individual, en contrast amb el que ell percebia com les restriccions i il·lusions imposades pel cristianisme.
Segons un dels més preeminents traductors de Nietzsche a l'anglés, Walter Kaufmann, l'assaig ofereix "la interpretació de Nietzsche sobre el seu desenvolupament, les seues obres i el seu significat". L'obra comprén diversos capítols amb títols autoelogiosos, com ara "Per què soc tan savi", "Per què soc tan intel·ligent", "Per què escric llibres tan bons" i "Per què soc un destí". En "Nietzsche: filòsof, psicòleg, Anticrist", Kaufmann destaca els paral·lels interiors, tant en forma quant al llenguatge, amb l'Apologia de Plató, que documenta el judici contra Sòcrates. De fet, Nietzsche s'estava sotmetent a si mateix a judici amb aquesta obra, i els seus comentaris burlescos i títols de capítol poden ser interpretats com a mordaços, juganers, automenyspreatius o astuts.
En aquest assaig, Nietzsche s'esforça conscientment per a presentar una nova imatge del filòsof i de si mateix, proposant, per exemple, un filòsof "que no és un acadèmic alexandrí ni un savi apol·lini, sinó dionisíac". Kaufmann compara Ecce Homo a una obra literària equiparable en talent artístic: les pintures de Vincent van Gogh. Nietzsche argumenta que destaca com un gran filòsof per la seua avaluació incisiva del frau pietós que traspassa tota la Filosofia, interpretant-la com un desviament de l'honestedat quan és més necessari i una fallada covarda de perseguir el seu objectiu declarat com a fi raonable.
Nietzsche insisteix que el seu sofriment no és pas noble, però sí el resultat esperat d'una recerca rigorosa dels racons més profunds del autoengany humà. Afirma que en superar les seues pròpies angúnies, una persona aconsegueix més que un simple relaxament o acomodació davant d'obstacles intel·lectuals o amenaces. Proclamant el valor suprem de totes les experiències que va viure, incloent-hi la mort prematura del son pare i la seua quasi ceguesa — exemples d'amor al destí o amor fati— Nietzsche destaca que el punt crucial rau en la idea que ser "una persona" sola és veritablement més significatiu que ser "un Crist".
Un dels principals objectius d'Ecce Homo era proporcionar la perspectiva única de Nietzsche sobre el seu paper com a filòsof i ésser humà. Expressa aquest propòsit quan diu: "En aquestes circumstàncies, tinc un deure contra el qual els meus hàbits, i encara més, l'orgull dels meus instints, es revolten en el fons —com ara, dir: Escolta'm! doncs soc tal i tal persona. Per damunt de tot, no em confonga amb una altra persona!". Al llarg de l'obra, utilitzant l'estil característicament hiperbòlic del seu període posterior (1886–1888), Nietzsche explora la seua infantesa, els seus gustos i la seua visió de la humanitat.
Hi proporciona ressenyes i insights sobre algunes obres seues, com ara <i>El naixement de la tragèdia</i>, Consideracions extemporànies, Humà, massa humà, Aurora, La gaia ciència, Així parlà Zaratustra, Més enllà del bé i del mal, La genealogia de la moral, <i>Crepuscle dels ídols</i> i El cas Wagner. L'últim capítol d'Ecce Homo, titulat “Per què soc un destí”, es concentra principalment a reiterar el seu pensament sobre el cristianisme; corrobora la decadència d'aquesta religió i exposa les seues idees per a desmantellar la moralitat cristiana. El llibre és signat per Nietzsche com a “Dionís versus el Crucificat”.
Nietzsche, al llarg de la seua obra, va qüestionar la moralitat tradicional i els valors establerts, i proposà un abordatge més afirmatiu i dinàmic de l'existència. Considerava la religió com una força que negava la vitalitat humana en promoure ideals de resignació i submissió. L'oposició de Nietzsche a la religió era una part integral de la seua recerca per una nova moralitat que permetés l'expressió plena de la naturalesa humana. En Ecce Homo, el darrer capítol titulat "Per què soc un destí" reforça aquesta oposició quan explorar el seu pensament sobre el cristianisme. Argumenta que la moralitat cristiana és una temptativa de negar el cos, la sensualitat i la vida terrenal, matisant la necessitat de transcendir aquestes limitacions per a assolir una suposada vida eterna. Nietzsche, per contra, advocava per una acceptació plena de la vida, amb totes les seues complexitats, dolors i alegries.
L'oposició de Nietzsche a la religió, així, emergeix com una crítica fonamental a la temptativa de suprimir aspectes fonamentals de l'experiència humana en nom d'un ideal transcendental. La seua filosofia expressada no sols en Ecce Homo sinó en tota la seua obra, cerca de promoure una ètica que abrace la totalitat de l'existència, tot defensant l'autenticitat, la creativitat i la vitalitat com a valors suprems.